# Margaret Sanger
Margaret Sanger (Corning, 14 de septiembre de 1879 - Tucson, 6 de septiembre de 1966) fue una enfermera estadounidense, activista a favor de la educación sexual y la eugenesia, escritora y fundadora de la Liga Estadounidense para el Control de la Natalidad (American Birth Control League). Dicha Liga se convirtió en 1942 en la Federación Estadounidense para la Planificación Familiar (Planned Parenthood Federation of America - PPFA) que, junto a otras asociaciones similares de numerosos países, contribuyó a crear en la India, en 1952, la Federación Internacional de Planificación Familiar de la que fue presidente hasta 1959.  Sanger fue proponente de la eugenesia. 
Sanger protagonizó varios casos judiciales que facilitaron la legalización del aborto en los Estados Unidos. Sanger ha sido un objetivo frecuente en las críticas de quienes se oponen al uso del aborto como método anticonceptivo pero sigue siendo una figura emblemática del movimiento estadounidense en defensa de los derechos reproductivos.
En 1916 Sanger abrió en Nueva York la primera clínica de control de desarrollo demográfico en los Estados Unidos, lo que condujo a su detención por la difusión de información sobre métodos anticonceptivos. Su posterior juicio y apelación generaron un enorme apoyo para su causa. Sanger consideraba que una verdadera igualdad de la mujer exigía una maternidad libre, es decir, que la mujer pudiera decidir si deseaba tener hijos, cuándo y cuántos. También quería evitar la práctica del aborto inseguro, muy común en la época debido a que el aborto, normalmente, era ilegal. Abrió también una clínica en Harlem.

## Vida de Margaret Sanger

### Infancia y juventud
Sanger, nacida Margaret Louise Higgins, fue la sexta de once hermanos. Sus padres fueron Michael Hennessey Higgins, un albañil librepensador irlandés, y Anne Purcell Higgins, una trabajadora católica también irlandesa de nacimiento. La madre de Margaret, Anne, junto con sus padres emigraron a Canadá cuando aun era una niña, debido a la Gran hambruna irlandesa, estableciéndose posteriormente en Nueva Jersey. Su padre, Michael Hennessey Higgins emigró a los 14 años a EE. UU. y sirvió en el ejército durante la Guerra de Secesión estadounidense, si bien tuvo que esperar a cumplir 15 años para alistarse como tamborilero en la Twelfth New York Volunteer Cavalry. Después de dejar el ejército, estudió medicina y frenología, pero al final optó por convertirse en un cantero, tallando ángeles de piedra, santos y lápidas. Michael Hennessey era un católico que se convirtió en un ateo y un activista por el sufragio femenino y la educación pública gratuita. La madre de Margaret, Anne Higgins estuvo embarazada en 18 ocasiones -teniendo 11 nacimientos vivos- durante 22 años antes de su muerte a la edad de 49 años.
Sanger pasó gran parte de su juventud ayudando con las tareas del hogar y el cuidado de sus hermanos menores. La familia pasaba por largos períodos de extrema pobreza y su madre enfermaba con asiduidad. Sanger asistió a la escuela primaria de St.Mary´s in Coming. Los niños la ridiculizaban por usar ropa vieja y desgastada, ella soñaba con escapar de la pobreza. Con el apoyo de sus dos hermanas mayores, Margaret Higgins asistió al Claverack College y el Instituto Río Hudson pero tuvo que dejar los estudios para cuidar de su madre. En 1902, a los 22 años, se gradúa como enfermera. Posteriormente comienza en el Hospital White Plains como funcionaria en prácticas de enfermería, trabajo que abandonó el verano cuando contrajo matrimonio con el arquitecto William Sanger que además era un anarquista más firmemente contrario que su padre a toda religión organizada. A pesar de la tuberculosis recurrente que padeció, Margaret Sanger dio a luz tres hijos junto a su esposo, disfrutando de una vida tranquila en el Condado de Westchester, Nueva York.

## Activismo
En 1911, los Sanger habían quedado muy afectados por el horror de la fábrica Triangle Shirtwaist. Ciento cuarenta y seis empleados habían muerto en los primeros 15 minutos del incendio. Los empleadores habían bloqueado las puertas de emergencia para evitar que se tomaran recreos. Los Sanger se convirtieron en miembros activos del movimiento por los derechos de los trabajadores. Se organizaron y se manifestaron. Y finalmente se afiliaron al partido socialista, haciéndose amigos de Emma Goldman, una de las primeras mentoras de Sanger en lo que respecta a los derechos de las mujeres y los derechos reproductivos. Los Sanger apoyaban las premisas principales del movimiento laborista. Durante este tiempo participó en debates en círculos radicales y se puso en contacto con el movimiento por el control de la natalidad. Al final de este período abandonó estos círculos para dedicarse al trabajo de enfermería.
En el invierno de 1911-12, Margaret rescató a 119 hijos de trabajadores de la violencia de las huelgas de las hilanderías en Massachusetts. Se había convocado a las fuerzas armadas del estado para evitar que 25.000 trabajadores se organizaran, el 50 por ciento de los cuales eran mujeres. Una mujer fue asesinada. Sanger mantuvo a los niños alejados del peligro y les consiguió hogares temporales en la ciudad de Nueva York. Posteriormente, habló en su nombre en un subcomité legislativo en Washington.
En 1912, Margaret Sanger también trabajaba como enfermera visitante en el Lower East Side de la ciudad de Nueva York. Muchas de las mujeres a las que cuidaba eran inmigrantes judías e italianas. Sanger tuvo la oportunidad de ver hasta 50 mujeres en fila esperando para hacerse un aborto por $5 porque no tenían acceso a anticonceptivos. Cuidó a mujeres gravemente enfermas y a riesgo de morir por intentar hacerse ellas mismas un aborto porque no tenían los $5 para una alternativa menos peligrosa. La situación miserable de estas mujeres le recordó a Sanger la pobreza de su niñez, y su propia lucha contra la tuberculosis: Sanger se había contagiado de su madre mientras la cuidaba los últimos días de su vida.
La experiencia de Sanger como enfermera fue crucial. Fortaleció lo que se convertiría en su eterno compromiso, ayudar a las mujeres a escapar de la pobreza, las enfermedades y la muerte debido al exceso de embarazos. Resumió la miseria de todas las mujeres que había cuidado en su famoso relato sobre Sadie Sachs. A finales de 1912, Sachs casi había muerto después de un aborto autoinducido y le preguntó a su médico cómo ella y su marido, Jake, podían evitar otro embarazo. A Sanger le horrorizó el consejo del médico: “Dígale a Jack que duerma en el techo” (abstenerse de sexo). El tiempo transcurrió. Sadie volvió a quedar embarazada y trató de hacerse otro aborto. Para cuando llegó Sanger, Sadie estaba en coma, y falleció poco después.
Empezó Sanger a dedicarse a la difusión del control de la natalidad, juró encontrar una manera de hacer algo más que simplemente consolar a las mujeres y sus familias en el momento de la muerte. Se transformó en una activista para el cambio social con un objetivo de transformación global, todo niño amado y deseado, y cada mujer responsable de su propio destino.
Hacia finales del año, había publicado el primer artículo de una serie, “What Every Girl Should Know” (Lo que toda joven debe saber) en The Call, una publicación mensual socialista. Escribió con franqueza sobre cómo madura el cuerpo de una mujer desde la niñez hasta la pubertad. Escribió sobre la salud sexual y reproductiva de las mujeres. Con esta publicación, con intención de no violar las leyes federales de 1873 y subsiguientes contra la obscenidad (posteriormente apodadas "leyes Comstock"), no incluyó información sobre anticonceptivos. Igualmente la censuraron. En 1913, el inspector general de Correos de los EE. UU. prohibió su columna estipulando que las palabras “sífilis” y “gonorrea” eran obscenas. Cuando volvió a imprimirse The Call, apareció un recuadro vacío en el lugar de la columna de Sanger.  Un titular en el recuadro decía: “Lo que toda joven debe saber, nada: por orden de la Oficina Postal de los EE.UU”.

Al final, el socialismo la decepcionó. Sus líderes no estaban listos para aceptar la idea de que las mujeres tienen el derecho de decidir cuándo tener un hijo o no tenerlo. Desilusionada por sus “camaradas”, Sanger finalmente se apartaría del movimiento socialista. Sus puntos de vista evolucionaron después de la Primera Guerra Mundial, la Revolución Soviética y las cruzadas anticomunistas cada vez más intensas del gobierno de los EE. UU. Pasó de una opinión sobre la economía basada en las clases sociales a una posición más centrista. Se convirtió en una progresista que creía en reformar el sistema capitalista y construir un estado de beneficencia social sólido. Pero nunca se olvidaría de los trabajadores estadounidenses pobres que debían alimentar varias bocas. Buscaría una manera de aliviar su sufrimiento. En 1914, Sanger decide fundar su propio periódico, "The Woman Rebel" (español: La mujer rebelde). El eslogan de la cabecera de la primera edición decía “Sin dioses ni amos”. A través del periódico desafió las "leyes Comstock." Se comprometió a publicar toda la información existente sobre “el control de la natalidad” – una frase que se imprimió por primera vez. El desafío fue el tema de su primera edición. Al final de la contratapa aparecía un pequeño recuadro que decía :"
"El deber de una mujer. Confrontar al mundo con una mirada de váyanse al infierno en los ojos; tener un ideal; hablar y actuar desafiando las convenciones'.
 El gobierno federal le advirtió a Sanger que dejara de publicar. Ella no acató la advertencia y continuó escribiendo, publicando y distribuyendo copias de The Woman Rebel por medio del correo de los EE. UU.. El gobierno suprimió los números de marzo, mayo y julio e impidió que se enviaran por Correos. Sanger fue arrestada en agosto de 1914. Le podrían haber aplicado una pena máxima de 45 años.
Tres de los cuatro cargos que confrontaba eran por obscenidad según la definición de Comstock. El cuarto era por incitación al asesinato y al homicidio. Había publicado un artículo que defendía el asesinato de tiranos, inclusive el de estadounidenses contemporáneos, incluyendo un comentario incendiario en defensa de la violencia sindical ejercida en respuesta a la Masacre de Ludlow.

Posteriormente, Sanger recordaría la breve existencia de su publicación de esta manera, 
"Me dicen que The Woman Rebel estaba mal escrita; que era cruda; que era emocional e histérica; que mezclaba temas; que era desafiante, y demasiado radical. Bueno, me declaro culpable de todas estas acusaciones".

## Aprendizaje
A Sanger le dieron seis semanas para preparar su defensa. En vez, escribió un libro breve sobre el control de la natalidad Familiy Limitation , en una provocación calculada a Comstock. Family Limitation describía con ilustraciones, los métodos más comunes para el control de la natalidad, y que en esa época estaban disponibles aunque fuera de manera ilegal, para las mujeres con más recursos que los que había tenido Sadie Sachs, condones, espermicidas químicos, duchas, tapones, esponjas, supositorios, el método del retiro y el nuevo diafragma de caucho que estaba adquiriendo popularidad en países como Holanda donde los anticonceptivos eran legales. Las mujeres de clase alta se enteraban sobre estos métodos a través de sus médicos, amigas y durante sus viajes a Europa. Sanger creía que las mujeres pobres, como Sadie, también tenían derecho a conocerlos. Había muchas mujeres que querían llegar a las teorías de Margaret Sanger. Con una moneda de veinticinco centavos, podían comprar una copia de Family Limitation y la información que necesitaban para ayudarles a evitar un embarazo no planificado. Finalmente, Family Limitation vendió 10 millones de copias y se convirtió en la Biblia del movimiento precursor para el control de la natalidad.

Cuando llegó el momento de confrontar los cargos por la publicación de Woman Rebel, el abogado de Sanger le recomendó que se declarara culpable. Temiendo que sería duramente castigada al igual que sus amigos anarquistas y socialistas de esa época, decidió irse del país. Su decisión de pasar a ser una fugitiva de la justicia fue difícil. Su creciente obsesión con su trabajo la habían alejado de su marido, William y de sus tres hijos – Grant, Peggy y Stuart. Pero como escribió desde Canadá en camino hacia Inglaterra:
"Querida Peggy, mi corazón te anhela. Se me llenan los ojos de lágrimas al saber que no estás , querida, si sólo pudiera tocar tus manitos regordetas. Pero el trabajo no puede esperar,  trabajo que facilitará tu destino , y el de aquellas que vengan después de ti".
En Inglaterra, donde ya se había ganado el derecho a la libre expresión, Sanger vivía de las regalías que recibió por Family Limitation. Alquiló un departamento cerca del Museo Británico donde pasaba todo el día estudiando la historia de la planificación familiar. Descubrió que a lo largo de la historia registrada, y no sólo en el Lower East Side de Nueva York, era común que las mujeres recurrieran al aborto, abandono de bebés e incluso infanticidio para protegerse a sí mismas y a sus familias. Leyó todo lo que pudo sobre anticonceptivos y sexualidad y se sumergió en los escritos de Thomas Malthus, John Stuart Mill y Robert Owen. Y se reunió con Havelock Ellis, que se convirtió en su mentor y su amante. Uno de los primeros y más famosos sexólogos del mundo, Ellis promovía la tolerancia por la diversidad sexual e impulsó la reforma de leyes sexuales represivas en Inglaterra. Trató de convencer a la sociedad de que la masturbación y la homosexualidad eran conductas naturales .Al igual que Sanger, creía que los anticonceptivos eran la clave para la liberación sexual.
Mientras estaba en Europa, Sanger también visitó Holanda. Hizo intentos para reunirse con la Dra.Aletta Jacobs, que había fundado allí una red nacional de clínicas para el control de la natalidad. No obstante, la Dra. Jacobs no quiso encontrarse con Sanger porque no era médico, pero el Dr.Johannes Rutgers el asistente principal de Jacobs, que había quedado muy bien impresionado con Family Limitation, no tuvo ningún inconveniente en explicarle a Sanger el sistema holandés – administrado por médicos y enfermeras, un modelo que luego adoptaría en los Estados Unidos.

## Iniciativa del movimiento de planificación familiar
Mientras Margaret Sanger aprendía sobre la sexualidad humana, los derechos sexuales y cómo se suministraban los anticonceptivos en Europa, William, su marido —del que estaba separada—, fue arrestado por el mismo Anthony Comstock.  William había dado una copia de Family Limitation a un funcionario encubierto del gobierno que se hizo pasar por uno de los amigos necesitados de Margaret.  William Sanger fue hallado culpable.  Ante la opción de pagar una multa de $150 o ir a la cárcel por treinta días, Sanger consideró el efecto sobre la opinión pública y optó por ir a la cárcel.  Dos semanas después, Anthony Comstock muere de neumonía. Con su marido en la cárcel, la muerte de Comstock y la opinión pública fuertemente a su favor, Sanger decidió volver al país.  Regresó a Nueva York donde fue calurosamente recibida en octubre de 1915.  Pero pronto se encontraría en apuros al tratar de buscar aliados que defendieran su causa. 
En su ausencia, las que fueran sus colaboradoras, Mary Ware Dennett, Clara Stillman y Anita Block, se hicieron cargo de sus archivos y de las listas de suscriptores y formaron National Birth Control League (la Liga Nacional para el Control de la Natalidad).  Al regresar Sanger, le informaron que ellas y su organización habían decidido que no podían apoyar o defender sus métodos de acción directa, confrontación y violación de las leyes.  Pero al poco tiempo ocurrieron hechos aún más devastadores. El 6 de noviembre, Peggy, su hija de cuatro años murió de neumonía, una pérdida de la que Sanger nunca se consoló. 
Durante el invierno de 1915, Margaret Sanger y su campaña para el control de la natalidad fueron elogiados por la prensa estadounidense. A pesar de su dolor por Peggy, Sanger se lanzó a recorrer el país de un extremo al otro para defender la planificación familiar. Le hablaba a cualquiera que estuviera dispuesto a escuchar. Creía firmemente que ninguna mujer debería verse forzada a tener un hijo que no podía mantener o no deseaba. Dondequiera que hablara, las mujeres interesadas en el tema de la libertad de expresión, el feminismo y la planificación familiar establecieron organizaciones propias para defender el control de la natalidad, muchas de estas organizaciones comunales, en las que se trabajaba de forma voluntaria, constituyeron la base para las filiales y los centros de salud actuales de Planned Parenthood.  El 16 de febrero de 1916, Sanger, ahora la mimada de los periodistas de costa a costa, compareció ante el tribunal para escuchar que los cargos en su contra por publicar y distribuir The Woman Rebel habían sido anulados.
Si bien Comstock había muerto, las leyes que llevaban su nombre estaban bien vigentes. Sanger decidió desafiarlas una vez más.  Había recibido una contribución de $50 de una mujer que había asistido a su conferencia en California.  Decidió usar ese dinero para abrir una clínica en el vecindario de Brownsville en Brooklyn, NY.  El 16 de octubre de 1916 se crea la primera clínica para el control de la natalidad en los EE. UU.. 
La inauguración se anunció en panfletos trilingües, inglés, italiano y yidis.  Los volantes invitaban a las mujeres a acercarse a la clínica de Sanger y aprender cómo evitar un aborto usando anticonceptivos.  Ese primer día, antes que la clínica abriera las puertas ya se había formado una larga fila de madres con bebés en sus brazos y en cochecitos.  Sanger y su personal —su hermana, Ethel Byrne; una enfermera, Fania Mindell, que hablaba los tres idiomas; y una trabajadora social, Elizabeth Stuyvesant— cobraron 10¢ por cada consulta.
La clínica sólo permaneció abierta 10 días.  Una de las mujeres a quienes habían aconsejado era una policía encubierta. Sanger, Byrne y Mindell fueron arrestadas y encarceladas.  Cuando Byrne inició una huelga de hambre, la ola de indignación pública llegó a un punto de ebullición.  Y estalló cuando Sanger fue juzgada, declarada culpable y sentenciada a 30 días en la penitenciaría del condado de Queens, donde no perdió la oportunidad de informar a sus compañeras de cárcel sobre el uso de anticonceptivos.  Durante su encarcelamiento, resurgió con intensidad el apoyo por Sanger,  no sólo en la prensa neoyorquina, sino también en comunidades de todo el país.  Cuando finalmente fue liberada, Sanger era sin lugar a dudas una celebridad a nivel nacional, con una enorme capacidad de recaudación de fondos para la causa que tanto amaba. Sanger apeló su condena y en 1918 ganó una importante victoria legal. Los médicos, pero no las enfermeras, tendrían ahora derecho a recetar anticonceptivos cuando fuera médicamente necesario, el modelo que adoptó a medida que fue creando el movimiento moderno de planificación familiar.

Luego de su encarcelamiento, Sanger estuvo a la cabeza de un movimiento por los derechos reproductivos que avanzó rápidamente.  En 1917, con Dennet y otras colaboradoras, fundó The Birth Control Review, la primera publicación dedicada al tema del control de la natalidad.  Sanger estuvo a cargo de la publicación de The Review hasta 1929. En sus editoriales, Sanger también expuso sus puntos de vista sobre otro movimiento estadounidense, el movimiento eugenista.  En su versión más benigna, los eugenistas sostenían que una “reproducción” cuidadosa podría mejorar la raza humana limitando el crecimiento de la población y reduciendo la frecuencia de características genéticas indeseables, como por ejemplo, las enfermedades hereditarias.  En su aspecto más malicioso, los eugenistas pensaban que la reproducción forzada o la esterilización podía aumentar o disminuir ciertas poblaciones étnicas.  Sanger dejó en claro que no tenía confusión alguna con respecto a este punto: 
"Admiro el coraje de un gobierno que toma una posición con respecto a la esterilización de los no-aptos, si bien mi admiración queda sujeta a la interpretación de la palabra “no-apto”. Si por “no-apto” se entiende los defectos físicos o mentales de un ser humano, entonces es un gesto admirable, pero si “no-apto” se refiere a razas o religiones, entonces es otro asunto, que francamente me parece lamentable".
El eugenismo contó con la entusiasta simpatía de muchos progresistas pero a pesar de la advertencia de Sanger, pronto devino a una excusa general para la esterilización y el control de los “indeseables” con base en la raza o clase.  En el s. xxi la participación de Sanger en el movimiento eugenista y su adherencia a algunos de sus principios y valores parecía anticuada e incluso cuestionable. Por otro lado, Sanger creía firmemente que la palabra “voluntario” era clave para alcanzar todos los ideales eugenistas.  
Era su opinión fundamental que la planificación familiar era no sólo el primer paso esencial hacia los derechos de igualdad para las mujeres, sino que también era esencial para detener el rápido crecimiento de la población: «los creadores de la sobrepoblación son las mujeres [...] las grandes familias involucran pobreza, quehacer, desempleo, vicio, crueldad, disputa, cárcel; las pequeñas, limpieza, holgura, libertad, luz, espacio, bienestar».  Sanger se opuso a las familias con más de uno o dos hijos.  En un debate en 1921 argumentó: «las grandes familias y la pobreza van de la mano.»  En su libro The Case For Birth Control (1917) escribió: «mejor un sólo hijo adecuadamente educado por una feliz madre que una docena de hambrientos, descuidados, sucios, violentos y malhechores pandilleros.»
Sanger buscaba “producir” una sociedad más sana, una raza humana más sana reduciendo las enfermedades y discapacidades que eran consideradas hereditarias y no tratables durante su vida.  A pesar de que en algunos escritos exime a los enfermos mentales, se rehusó durante toda su vida, a ceder en su convicción que toda mujer tenía derecho a tomar sus propias decisiones, especialmente en cuanto a tener hijos.

Pero a pesar de los años que pasó trabajando, maniobrando y presionando a los eugenistas de la época, no logró que aceptaran su causa.  Así como se había desilusionado años antes cuando buscó apoyo de los socialistas, Sanger quedaría igualmente decepcionada con los líderes del movimiento eugenista estadounidense, por su negación a apoyar el derecho básico de toda mujer a la autodeterminación. Eso recién tuvo lugar en la década de 1930, cuando los eugenistas de los EE.UU, impactados por el plan nazi, apoyaron el control de la natalidad universal y voluntario.  Un buen ejemplo de los primeros intentos de Sanger de razonar con los líderes del movimiento eugenista, y de su desencanto con ellos, se encuentra en el artículo que escribió para The Birth Control Review en febrero de 1919:
"Los eugenistas... creen que una mujer debe tener tantos niños sanos como sea posible como un deber hacia el estado. Nosotros consideramos que el mundo ya está superpoblado. Los eugenistas implican o insisten en que el primer deber de la mujer es hacia el estado; nosotros sostenemos que su deber hacia sí misma es su primer deber para con el estado".
"Estamos convencidos que una mujer que tenga conocimientos adecuados de sus funciones reproductivas es la persona más indicada para decidir el momento y las condiciones bajo las cuales traer un niño al mundo. Asimismo, sostenemos que es su derecho, independientemente de cualquier otra consideración, determinar si quiere o no tener hijos, y cuántos hijos tendrá si decide ser madre. Con este fin insistimos en que todos deben tener acceso a la información científica sobre los anticonceptivos".
"Sólo sobre las bases de una maternidad libre y autodeterminante puede edificarse una estructura sólida de mejoramiento racial".
Ella recalcó este punto en muchos de sus libros, pero especialmente en The Pivot of Civilization. Aunque no logró que los socialistas o los eugenistas de su época apoyaran su causa, el movimiento mundial para el control de la natalidad creció en tamaño e impacto bajo el liderazgo de Sanger durante los años posteriores a la Primera Guerra Mundial. De oradora experta en pequeños pueblos, se convirtió en una embajadora incansable que recorrió el mundo en pos de la planificación familiar, viajando a las ciudades más pobres de Asia.

## Épocas de obstáculos
La Iglesia católica y las autoridades civiles en las principales ciudades de los EE. UU. hicieron todo lo posible para silenciar a Sanger. En 1921, por ejemplo, Sanger organizó la primera Conferencia Americana sobre Anticonceptivos, que tuvo lugar en la ciudad de Nueva York. Durante la conferencia, Sanger y Mary Winsor fueron arrestadas por intentar hablar sobre anticonceptivos en una reunión masiva en el Town Hall Club. Los arrestos, que tuvieron lugar ante la instigación de la archidiócesis Católica, provocaron protestas públicas que sostenían que a Sanger y a Winsor se les estaban denegando sus derechos constitucionales. La opinión pública se alzó una vez más en su favor, y Sanger logró la lealtad y el soporte financiero de un número creciente de mujeres y hombres educados que se interesaron por el movimiento para el control de la natalidad, después de haber escuchado sus conferencias en todo el mundo
En 1922, cuando Sanger surgió como líder del movimiento internacional para el control de la natalidad, también fundó la Liga Americana para el Control de la Natalidad. La misión de esta nueva y ambiciosa organización iba más allá de simplemente legalizar los anticonceptivos. Abarcaba políticas globales tales como desacelerar el crecimiento de la población mundial, lograr el desarme y terminar con el hambre en el mundo. Sanger estaba ocupando una brecha que había dejado abierta su rival, ;Mary Dennett  La Liga Nacional para el Control de la Natalidad se había desintegrado en 1919, cuando Dennett la dejó para fundar la Voluntary Parenthood League (VPL). Dennett identificaba tres objetivos cruciales para la VPL. El primero, era cambiar las leyes sobre los anticonceptivos a través del proceso legislativo. El segundo era establecer servicios para el control de la natalidad sin recurrir a los profesionales médicos, a quienes Sanger consideraba los guardianes del programa nacional para el control de la natalidad. La VPL también rechazaba la opinión de Sanger de que el control de la natalidad debía estar bajo el control de la mujer. Consideraba que los hombres debían tener los mismos derechos en la toma de decisiones sobre la anticoncepción. La Voluntary Parenthood League dejó de existir en 1927 sin haber conseguido logros legislativos, pero con una gran cantidad de libros no vendidos sobre las leyes para el control de la natalidad, que nadie quería leer. Al igual que Emma Goldman, Dennett finalmente dejó el movimiento por los derechos reproductivos. Dos décadas antes, Goldman se había marchado a Europa para tratar de hacer algo para impedir la Primera Guerra Mundial. Ahora, Dennett volvería a su primer amor, el arte y la artesanía. En un vuelco irónico de la vida, unos años después, Dennett, que había criticado tanto las infracciones legales de Sanger, fue enjuiciada por obscenidad. Si bien luego fue declarada inocente en apelación, fue condenada en 1929 por publicar, en 1918, el muy exitoso folleto, The Sex Side of Life An Explanation for Young People.
En 1923, Sanger abrió la Oficina de Investigaciones Clínicas para el Control de la Natalidad en la Quint Avenida de Nueva York. La Dra. Stone encabezaba el personal. La oficina de investigaciones suministraba anticonceptivos a las mujeres bajo supervisión médica autorizada y estudiaba los efectos de los anticonceptivos en la salud de las mujeres, a fin de ampliar la interpretación de la ley Comstock y permitir que las mujeres usaran anticonceptivos por motivos médicos. (Las leyes existentes permitían que los hombres usaran condones para protegerse de las infecciones de transmisión sexual, pero no anticonceptivos.
En 1928, el segundo marido de Sanger, J. Noah Slee, que estaba profundamente compenetrado con su trabajo, empezó a contrabandear a los EE. UU. diafragmas, llamados “dedales”. Los diafragmas llegaban desde Canadá en productos de Three-InOne Oil Company. (Slee luego se convirtió en el primer fabricante legal de diafragmas en los EE. UU.). El contrabando de anticonceptivos finalmente llevó, 10 años después, a U.S. v. One Package of Japanese Pessaries, una de las victorias legales más significativas de Sanger para el movimiento de los derechos reproductivos.
El acuerdo escrito prenupcial de Sanger con Slee era muy poco convencional para la época. Ella exigió vivir en residencias separadas en la ciudad de Nueva York, que no tuvieran la llave de la casa del otro, mantener su nombre profesional y que tendría la libertad de vivir a su manera. No obstante, Slee la apoyaba incondicionalmente. Uno ejemplo de su afecto por Sanger tuvo que ver con el libro que ella publicó en 1928. Era una colección desgarradora de cartas que ella había recibido de mujeres que desesperadamente suplicaban por información para el control de la natalidad, porque vivían en una situación agobiante de pobreza y enfermedad. El libro se llamaba Motherhood in Bondage. A pesar de su intensidad y fuerza, Motherhood in Bondage no encontró una audiencia y no se vendió bien. Para no herir sus sentimientos, Slee compró todos los libros no vendidos para que Sanger pensara que su libro se vendía bien. 
En 1929 Sanger era una figura de fama mundial y nacional, pero aun así seguía obligada a confrontar una oposición atrincherada, recalcitrante y altamente organizada. En Boston, por ejemplo, la jerarquía Católica hizo que las autoridades impidieran que hablara defendiendo su posición. Sanger le pidió al historiador de la Universidad de Harward, Arthur Meier Schlesinger , que leyera su discurso en su nombre mientras ella aparecía en el escenario con la boca tapada. A la prensa le encantaba, pero a pesar de que Sanger tenía la prensa de su lado, la ley y la iglesia seguían oponiéndose. 
Ese mismo año, la policía de la ciudad de Nueva York allanó la Oficina de Investigaciones Clínicas para el Control de la Natalidad. Médicos y enfermeras fueron arrestados y se secuestraron suministros médicos e historias clínicas confidenciales. Sin embargo, al igual que hoy en día, la invasión de la relación confidencial que existe entre un médico y su paciente ocasionó protestas y resultó en un apoyo fuerte por parte de la profesión médica y de los líderes de la comunidad. Todos los acusados fueron absueltos, y el tema del control de la natalidad se convirtió, una vez más, en noticia de primera plana en todo el país. Además, ese mismo año, Sanger encontró el tiempo necesario para crear el Comité Nacional sobre la Legislación Federal para el Control de la Natalidad, con el fin de luchar por la derogación de los estatutos federales Comstock. La Iglesia católica y el Departamento de Policía de Nueva York no eran las únicas organizaciones en desaprobar la labor de Sanger. En 1933, los eugenistas nazis en Alemania demostraron su desprecio por el enfoque de Sanger con respecto a la libertad reproductiva y sus puntos de vista igualitarios quemando dramáticamente copias de sus libros, entre ellos, The Birth Control Review, conjuntamente con los de su mentor, Havelock Ellis, y también los de su rival, Sigmund Freud. Todos fueron arrancados de los estantes de la biblioteca del Instituto para las Ciencias Sexuales (Institut für Sexualwissenschaft), fundado y dirigido por Magnus Hirschfeld, el más importante sexólogo de Alemania. Miles de libros fueron ceremoniosamente despedazados y lanzados a las tremendas hogueras, que cobraron una notoriedad escandalosa gracias a los noticieros cinematográficos de la época. Pero Sanger no se dejaba intimidar fácilmente. En 1935, viajó a la zona rural de la India en un intento fallido por disuadir a Mahatma Gandhi de su posición sólo de abstinencia en la planificación familiar. (Irónicamente, en 1952, India se convertiría en la primera nación en el mundo en adoptar la planificación familiar como parte de su programa de desarrollo). 

Fue en 1936 que Sanger logró tener un impacto considerable en las leyes que obstaculizaban el camino del movimiento a favor de los derechos reproductivos, y, después de dos décadas de activismo, ella ayudó a lograr una de las mayores victorias del movimiento. El juez Augustus Noble Hand, dictaminando para el de Circuito de Apelaciones de los EE. UU. en el caso U.S. v. One Package of Japanese Pessaries, ordenó una amplia liberalización de las leyes federales Comstock en lo que respecta a la importación de dispositivos anticonceptivos. La decisión del juez Hand, si bien no declaró inconstitucionales las leyes Comstock, determinó que los anticonceptivos no podían clasificarse como obscenos, teniendo en cuenta los datos contemporáneos sobre el daño causado por los embarazos no planificados y los beneficios de la anticoncepción. La joven abogada Harriet Pipel, que ayudó a Morris Ernst a reunir evidencia para Sanger, se convertiría luego en la primera asesora jurídica para Planned Parenthood Federation of America . Fue la misma Sanger la que había instigado One Package, al divulgar a las autoridades postales la información sobre su pedido para que sus aliadas en Japón le enviaran a los EE. UU. anticonceptivos. Sanger también encontró un donante para que pusiera dinero para pagar los costos del litigio. El juez Hands falló contra el gobierono y escribió en su decisión:
"Si bien es cierto que la política del Congreso ha sido prohibir el uso de anticonceptivos por completo si el único propósito de usarlos es prevenir la concepción en casos en los que no sería perjudicial para el bienestar de la paciente o su descendencia, se está yendo mucho más allá de tal política para sostener que los abortos, que destruyen la vida incipiente, pueden ser permitidos en los casos apropiados y, sin embargo, que no se pueden tomar medidas para prevenir la concepción, aunque un resultado probable debería ser requerir la interrupción del embarazo por medio de una operación. Parece irrazonable suponer que el sistema nacional de legislación implica tales inconsistencias y requiere la supresión completa de los artículos, cuyo uso en muchos casos es defendido por tal peso de autoridad en el mundo médico".
Pensando que había logrado su objetivo de derogar las leyes federales Comstock, el Comité Nacional sobre la Legislación Federal para el Control de la Natalidad se desintegró. Pero este objetivo no se lograría durante la vida de Sanger. Por último, la decisión sobre One Package se aplicó sólo a Nueva York, Connecticut y Vermont. Pasarían casi 30 años más para que la Corte Suprema de los EE. UU. determinara en Griswold v. Connecticut, que los matrimonios en todo el país tenían derecho a obtener anticonceptivos de médicos diplomados. Y no fue hasta 1970 que se derogaron las últimas leyes Comstock. Pero en los años que siguieron a One Package, las ideas que hicieron que Sanger fuera controversial dejaron de escandalizar y se incorporaron a la vida pública estadounidense.
También en 1936 Sanger iría a la India a una reunión de la Sociedad Teosófica Mundial.

## En respuesta a los EE.UU. afroamericanos
Finalmente en 1937, la Asociación Médica Estadounidense reconoció oficialmente los anticonceptivos como una parte integral de la práctica y educación médica. Y ese año, Carolina del Norte pasó a ser el primer estado en reconocer el control de la natalidad como una medida de salud pública y a proporcionar servicio de anticonceptivos a las madres indigentes a través de su programa de salud pública. Al poco tiempo, otros seis estados sureños se sumaron a la iniciativa. Pero esta victoria se vio empañada por un malicioso tinte de racismo y manipulación eugenista, que quedó en evidencia para Sanger después que lanzó uno de los últimos proyectos importantes de su carrera. Algunos detractores de Sanger, como Angela Davis, han interpretado el pasaje "como evidencia de que ella dirigió un esfuerzo calculado para reducir la población negra en contra de su voluntad".
A mediados de la década de 1930, Sanger se inspiró en el Nuevo Trato de Franklin Roosevelt e incorporó las nuevas tendencias por la planificación social en su propia agenda, alentando la planificación familiar a través del control de la natalidad voluntario y financiado públicamente, y el apoyo estatal para los niños de familias pobres. A pesar de los elogios y agasajos que recibía de la elite de su época, Sanger nunca se olvidó de los pobres ni de los marginados. En 1930, Sanger inauguró con éxito una clínica de planificación familiar en Harlem en la ciudad de Nueva York. Contrató a un médico afroamericano y a una trabajadora social afroamericana. La clínica contaba con el apoyo del principal periódico afroamericano de la ciudad, The Amsterdam News, así como de la Iglesia Bautista Abisinia, la Liga Urbana y de principal figura de la comunidad negra, W. E. B. Du Bois. Al igual que ahora, la opinión sobre el control de la natalidad en la comunidad afroamericana estaba dividida entre los modernistas como Du Bois y los nacionalistas negros como Marcus Garvey, que, conjuntamente con los fundamentalistas afroamericanos, se oponían al control de la natalidad o a controlar de manera alguna el tamaño de la familia.

Unos pocos años después, Sanger también estableció clínicas para el control de la natalidad en la zona rural del sur para atender a las comunidades pobres e investigar métodos que fueran más baratos y más fáciles de usar que el diafragma para las mujeres pobres. En 1939, la Liga Americana para el Control de la Natalidad se fusionó con la Oficina de Investigaciones Clínicas para convertirse en Control Federation of America. Una de las primeras y principales campañas se llamó "Negro Project", un programa creado por Sanger. Los datos históricos no dejan lugar a duda sobre el objetivo de Sanger. Ella creía que los afroamericanos del sur eran: 
"… un grupo notoriamente desaventajado en gran medida, debido a un sistema de “castas”, el cual operaba obstaculizando aún más sus esfuerzos por obtener una porción justa de las mejores cosas en la vida".

"Consideramos que brindarle a este grupo conocimientos sobre el control de la natalidad, es la manera más directa y constructiva de ayudar a mejorar su situación inmediata". 
Sanger creía que a través del Project, ella podría ayudar a que los afroamericanos tuvieran un mejor acceso a anticonceptivos seguros y a mantener los servicios de control de la natalidad dentro de su comunidad, como lo había hecho en Harlem casi una década antes. Ella reunió un comité de asesoramiento, incluyendo líderes afroamericanos que habían apoyado su causa en Harlem. El proyecto también contaba con el patrocinio de Eleanor Roosevelt y de los principales simpatizantes negros del Nuevo Trato. Pero el Negro Project se convirtió en algo muy diferente a lo que había vislumbrado Sanger.
Después de asegurar el financiamiento para lanzar el proyecto, Sanger perdió el control del mismo. Ella había propuesto que el dinero se usara para capacitar a un médico afroamericano destacado y a un clérigo afroamericano igualmente renombrado para viajar durante un año por tantas ciudades del sur como fuera posible, predicando las virtudes del control de la natalidad. Sanger consideraba que era esencial obtener el apoyo de las comunidades negras antes de tratar de establecer clínicas. Y luego, como había aprendido en Harlem, sería igualmente esencial encontrar personal médico negro para operar los centros para el control de la natalidad. Pero el liderazgo en la nueva federación siguió los consejos de Robert Seibels, presidente del Comité para el Bienestar Materno de la Asociación Médica de Carolina del Sur. Seibels consideraba que Sanger y sus colaboradoras eran “fanáticas avinagradas” que no tenían porqué darles indicaciones a los médicos. Insistió en que el dinero no se debía gastar para ganar el apoyo de las comunidades negras, como lo había visualizado Sanger. Bajo su dirección, el dinero que recaudó Sanger se usó para alentar a las mujeres negras a acudir a clínicas donde médicos blancos distribuían anticonceptivos y hacían exámenes de seguimiento. Relativamente, fueron pocas las mujeres que eligieron esta alternativa, y muchas de las que sí lo hicieron, abandonaron el programa. Al final, el Negro Project se llevó a cabo de una manera que era básicamente indiferente a las necesidades de la comunidad y permeaba cierto racismo, convirtiéndose en algo similar a las caravanas paternalistas de “higiene sexual” patrocinadas por médicos blancos que ocasionalmente cruzaban la región. El punto de vista de Sanger la puso en desacuerdo con los principales eugenistas estadounidenses, como Charles Davenport, quien adoptó una visión racista de los rasgos heredados. En una historia del movimiento de control de la natalidad en Estados Unidos, Engelman también señaló que "Sanger miró hacia otro lado sin ningún esfuerzo cuando otros expresaron un discurso racista. No tenía reservas sobre confiar en obras defectuosas y abiertamente racistas para satisfacer sus propias necesidades de propaganda".

## Una segunda oportunidad
Desde 1940 a 1943, Sanger tuvo más éxito con la "Division of Negro Service", un programa de educación que contaba con un comité de asesoramiento de más de 100 líderes afroamericanos de renombre. Bajo la dirección de Florence Rose, la Division of Negro Services organizó exhibiciones, instigó a la prensa nacional y comunitaria e inundó a las organizaciones negras de todo el país con material impreso sobre la planificación familiar publicado por la nueva asociación recientemente constituida, Planned Parenthood Federation of America. Rose también contrató a una médica negra, Ernest Mae McCarroll , para enseñar a otros médicos negros sobre el control de la natalidad y cabildear a grupos médicos. Satisfecha con estas circunstancias, Sanger le escribió a Albert Lasker, quien, con su mujer Mary, había proporcionado financiamiento para el Negro Project y para la Division of Negro Services de Planned Parenthood; 
"Creo que la cuestión negra está definitivamente adquiriendo relevancia en los Estados Unidos, no sólo debido a la guerra, sino también en anticipación al lugar que los negros ocuparán una vez que se firme la paz. Pienso que es magnífico que estemos forjando las bases, ayudando a los negros a controlar la natalidad, reducir el número de nacimientos y el índice de mortalidad materno-infantil, para mantener un mejor estándar de salud y de vida para aquellos que ya han nacido y crear mejor oportunidades para aquellos que nacerán". 
Sanger dejó en claro sus esperanzas para toda la gente de color en un artículo que escribió en 1944 llamado “Population Everybody’s Business” para la revista Tomorrow:
" Debemos proteger al bebé chino, así como al bebé hindú del futuro. A los bebés ingleses, rusos, puertorriqueños, negros y estadounidenses blancos que van a estar a nuestro lado para curar las cicatrices de este conflicto Segunda Guerra Mundial y traer la promesa de un futuro mejor.... Nunca antes en la historia nos hemos dado cuenta lo importante que es para todos nosotros que cada uno de estos niños nazca fuerte y con el potencial de convertirse en un adulto útil y decente".

## El gran final: la píldora
A fines de la década de 1930 y a principios de 1940, Sanger comenzó a ‘retirarse’ del liderazgo del movimiento de planificación familiar,  se había mudado a Tucson, Arizona, en 1937 para estar más cómoda en su lucha contra la tuberculosis que la aquejaba. Hasta su muerte en 1966, no obstante, continuó ejerciendo una influencia considerable en el movimiento de derechos reproductivos y prestó su apoyo personal a proyectos que consideraba urgentes. En 1952, por ejemplo, Sanger y Dhanvanthi Rama Rau de India presidieron de manera conjunta la primera reunión de International Planned Parenthood Federation. A la misma asistieron cerca de 500 defensores de la planificación familiar, que representaban delegaciones de más de una docena de países de todo el mundo. Con 70 años, Sanger impulsó la investigación y el desarrollo del avance médico más revolucionario del siglo XX después de la penicilina "la píldora".
El desarrollo de la anticoncepción hormonal contemporánea, desde la píldora hasta el parche, el anillo y la inyección anticonceptiva que se utilizan hoy en día, surgieron de las ideas de Sanger. Ella, había logrado para las mujeres el derecho a usar anticonceptivos. Ahora desarrollaría un método con una efectividad de casi el 100 por ciento. Su búsqueda en pos de un anticonceptivo oral comenzó de lleno en 1951. Su colaboradora más cercana también era una combatiente ferviente por los derechos de las mujeres, Katharine McCormick que también había sido líder del movimiento sufragista y había ayudado a establecer la Liga de Mujeres Votantes. La segunda mujer en graduarse de MIT y una gran amiga de Sanger, McCormick empleó sus conocimientos en bioquímica y endocrinología para supervisar e impulsar el proceso de investigación para el desarrollo de la píldora por parte de Gregory Pincus, John Rock y M.C. Chang en la Fundación Worcester de Biología Experimental .McCormick también donó la mayor parte de los recursos financieros, millones de dólares,  que se necesitaban para la investigación, permitiendo que se cumpliera el sueño que compartía con Sanger, lograr un anticonceptivo seguro, confiable, de bajo costo y que la mujer pudiera controlar. 
La lucha tenaz de Sanger, incluso a medida que se deterioraba su salud, impulsó la creación de un anticonceptivo oral seguro y efectivo que cambió el entorno sexual humano para siempre. Permitió que la revolución sexual de los 60 fuera más segura para millones de personas y estableció la planificación familiar como una norma cultural para los EE. UU. y muchos otros países del mundo.
El 9 de mayo de 1960, la Administración de Alimentos y Fármacos de los EE. UU. aprobó la venta de las primeras píldoras esteroides orales para la anticoncepción. Aprobada para regular la menstruación en 1957, la píldora ya era utilizada por al menos 500,000 mujeres, que probablemente también disfrutaban de sus beneficios anticonceptivos.
Hacia 1965, una de cada cuatro mujeres casadas en los EE. UU. menores de 45 años había utilizado la píldora. Para 1967, cerca de 13 millones de mujeres en el mundo la utilizaban. Y para 1984, ese número llegaría a los 50–80 millones. Hoy en día, 100 millones de mujeres usan la píldora. El legado de Margaret Sanger y sus miles de amigos, aliados y simpatizantes en el mundo entero hicieron del mundo un lugar mejor, especialmente para las mujeres. Al igual que todo ser humano, Sanger tenía muchas fallas. Podía estar malhumorada, ser vanidosa y comportarse escandalosamente de manera poco convencional en su vida personal. En su vida profesional, podía ser obstinada y terca, intransigente, fanática, condescendiente y retóricamente pomposa. Asimismo, tenía algunas ideas definitivamente anticuadas, embarazosas y dañinas.
Hoy en día, los ideólogos contrarios a la planificación familiar ,habiendo perdido la batalla para ganar el corazón y la mente de las personas del mundo entero, atacan a Sanger como una corruptora demoníaca de los valores morales. No satisfechos con enfatizar las debilidades muy reales de Sanger, ponen palabras en su boca que nunca dijo, le asignan motivaciones que nunca tuvo y le atribuyen opiniones que nunca sostuvo a fin de desacreditar al movimiento moderno a favor de los derechos reproductivos. Pero el registro histórico real de la vida y época de Sanger confirman claramente que la generosidad de espíritu, la valentía inquebrantable, la pasión, la humanidad y un intelecto brillante fueron también cualidades indiscutibles que caracterizaron la vida y la obra de Margaret Higgins Sanger.

Un año antes de que muriera Sanger, la Sra. Coretta Scott King aceptó el Premio Margaret Sanger de PPFA en nombre de su marido, el Reverendo Martin Luther King Jr. Del discurso de aceptación del Dr. King, la Sra. King leyó:
"Existe una hermandad notable entre nuestro movimiento y los esfuerzos iniciales de Sanger... "Los comienzos en la lucha por la igualdad por medios directos no violentos podrían no haber sido tan firmes sin la tradición establecida por Margaret Sanger y otras personas como ella".
El biólogo, historiador, escritor y crítico social H.G. Wells predijo que:
"cuando se escriba la historia de la civilización, será una historia biológica y Margaret Sanger será su heroína. El movimiento que ella inició crecerá hasta convertirse, dentro de cien años, en el más influyente del mundo".
El día en que murió Sanger, el 6 de septiembre de 1966, el senador Ernest Gruening (D-AK) leyó para el Registro Legislativo:
"… una gran mujer, una persona valiente y temeraria que vivió para 
presenciar una de las revoluciones más impactantes de la época moderna, una revolución que su antorcha encendió".

## Eugenesia
Margaret Sanger fue una gran proponente de la eugenesia. Sanger declaró públicamente que: 
"el control de la natalidad no es ni más ni menos que facilitar el proceso de eliminar a los no aptos [y] de prevenir el nacimiento de los defectuosos.".

## Reconocimientos
Margaret Sanger forma parte de la instalación de la artista feminista Judy Chicago, The Dinner Party. Esta es una historia simbólica de la mujer en la civilización occidental que representa a 1.038 mujeres de la historia; 39 de ellas están representadas por cubiertos y otras 999 en los nombres que están inscritos en The Heritage Floor sobre el que descansa la mesa. El plato  está pintado con esmalte rojo brillante que evoca los órganos reproductores femeninos y la sangre que interviene en el proceso reproductivo, así como la batalla por la libertad reproductiva. Este tono rojo sirve para recordar el derramamiento de sangre de muchas mujeres que murieron durante el parto o como consecuencia de abortos ilegales e inseguros.

## Obras
Libros y folletos
- What Every Mother Should Know – Publicado originalmente en 1911 o 1912, basado en una serie de artículos publicados en 1911 en el New York Call, que estaban, a su vez, basados en una serie de conferencias que Sanger dio a grupos de mujeres del partido socialista en 1910–1911.[19] Hubo varias ediciones publicadas durante los años 20 por Max N. Maisel y Sincere Publishing, con el título What Every Mother Should Know, or how six little children were taught the truth ... Online Archivado el 2 de septiembre de 2022 en Wayback Machine. (1921 edition, Michigan State University)
- Family Limitation – Publicado originalmente en 1914 como un folleto de 16 páginas. Incluido en ediciones posteriores de sus obras. Online Archivado el 2 de septiembre de 2022 en Wayback Machine. (1917, 6th edition, Michigan State University)
- What Every Girl Should Know – Publicado originalmente en 1916 por Max N. Maisel; 91 páginas. Online Archivado el 2 de septiembre de 2022 en Wayback Machine. (1920 edition); Online Archivado el 2 de septiembre de 2022 en Wayback Machine.  (1922 ed., Michigan State University)
- The Case for Birth Control: A Supplementary Brief and Statement of Facts – mayo de 1917, publicado para proporcionar información al tribunal en un proceso legal. Online (Google Books)
- Woman and the New Race, 1920, Truth Publishing, prólogo de Havelock Ellis. Online (Harvard University); Online (Project Gutenberg); Online (Google Books); Audio on Archive.org
- Debate on Birth Control – 1921, texto de un debate entre Sanger, Theodore Roosevelt, Winter Russell, George Bernard Shaw, Robert L. Wolf, y Emma Sargent Russell. Publicado como el número 208 de la colección Little Blue Book publicada por Haldeman-Julius Co. Online Archivado el 2 de septiembre de 2022 en Wayback Machine. (1921, Michigan State University)
- The Pivot of Civilization, 1922, Brentanos. Online (1922, Project Gutenberg); Online (1922, Google Books)
- Motherhood in Bondage, 1928, Brentanos. Online (Google Books).
- My Fight for Birth Control, 1931, New York: Farrar & Rinehart
- An Autobiography. New York, NY: Cooper Square Press. 1938. ISBN 0-8154-1015-8.
- Fight for Birth Control, 1916, New York]  (The Library of Congress)
- Birth Control A Parent's Problem or Women's?" The Birth Control Review, Mar. 1919, 6-7.

Publicaciones periódicas
- The Woman Rebel – Siete números publicados y editados mensualmente por M. Sanger desde marzo de 1914 hasta agosto de 1914.
- Birth Control Review – Publicada mensualmente desde febrero de 1917 hasta 1940. M. Sanger fue la editora hasta 1929, cuando dimitió de su cargo en la ABCL.[20] No debe confundirse con Birth Control News, publicada por la Society for Constructive Birth Control and Racial Progress (Sociedad para el Control de Natalidad Constructivo y el Progreso Racial), de Londres.

Colecciones y antologías
- Sanger, Margaret, The Selected Papers of Margaret Sanger, Volume 1: The Woman Rebel, 1900–1928, Esther Katz, Cathy Moran Hajo, Peter Engelman (eds), University of Illinois Press, 2003
- Sanger, Margaret, The Selected Papers of Margaret Sanger, Volume 2: Birth Control Comes of Age, 1928–1939, Esther Katz, Cathy Moran Hajo, Peter Engelman (eds), University of Illinois Press, 2007
- Sanger, Margaret, The Selected Papers of Margaret Sanger, Volume 3: The Politics of Planned Parenthood, 1939–1966, Esther Katz, Cathy Moran Hajo, Peter Engelman (eds), University of Illinois Press, 2010
- The Margaret Sanger Papers at Smith College Archivado el 27 de mayo de 2011 en Wayback Machine.
- The Margaret Sanger Papers Project at New York University
- McElderry, Michael J. (1976). «Margaret Sanger: A Register of Her Papers in the Library of Congress». Manuscript Division, Library of Congress. Archivado desde el original el 29 de marzo de 2009. Consultado el 30 de marzo de 2009.
- Correspondencia entre Sanger y McCormick, de la película documental The Pill; material extra, PBS, American Experience (productores). online Archivado el 21 de junio de 2015 en Wayback Machine..